# Rybníkářství na Pohořelicku
Na jižní Moravě má rybníkářství dlouhou a bohatou tradici. Mezi místní význačné rybníkářské regiony patří i Pohořelicko. Rybníky zde představují typický prvek krajiny. Rybníky byly na Pohořelicku zakládány již ve středověku a jejich historie tak sahá půl tisíciletí do minulosti. Rybníky na Pohořelicku však zažily i kompletní zánik a jejich obnova nastala teprve až v polovině 20. století.
Současná tzv. pohořelická rybniční soustava je tvořena rybníky různé velikosti. Toto označení zahrnuje i rybníky, které se nachází mimo katastrální území města Pohořelice (jedná se o rybník Novoveský a v jeho povodí téměř o desítku menších rybníků). Základním potřebným zdrojem vody pro podstatnou část pohořelických rybníků je řeka Jihlava, další dodatečnou potřebnou vodu pro některé rybníky poskytují i menší potoky – Olbramovický a Šumický.

## Historie rybníků na Pohořelicku
Prvotní vznik pohořelických rybníků spadá převážně do období konce středověku, do doby označované jako „zlatá éra rybníkářství“. Rybníky tehdy patřily k objektům, které přinášely nemalý hospodářský výnos vlastníkům a současně i významně ovlivňovaly tamní krajinu. Na Pohořelicku patřily mezi nejvýznačnější zakladatele rybníků rody Pernštejnů a Žabků.
Do první poloviny 16. století je datováno vybudování tří největších vodních ploch v pohořelické rybniční soustavě (okolo roku 1525 vznikl rybník Starý, v roce 1535 následoval rybník Lenovický, v současnosti nazývaný Novoveský, a dále rybník Vrkoč s datem vzniku 1562). V oblasti byla založena i řada dalších menších rybníků, které sloužily k odchovu „plodu“ – rybích násad.
Pohořelické rybníky prošly po svém vzniku a v průběhu času obdobími prosperity, přečkaly i doby krizové (třicetiletá válka, reforma poddanství) a dočkaly se i doby svého zmaru. Na konci 18. a na začátku 19. století nastala výrazná změna hospodaření v krajině. Narůstala potřeba nových polních, lučních a pastevních ploch. Rybníky byly v podstatě jedinou možností, jak potřebné nové plochy získat. Souběžně s přechodem židlochovického panství, pod které spadala i pohořelická oblast, do rukou Habsburků (rok 1819), byly v průběhu několika let zlikvidovány všechny větší, ale i menší rybníky v oblasti Židlochovic a Pohořelic. Jako jeden z posledních byl vysušen v roce 1832 i rybník Lenovický (Novoveský). Nastal tak úplný zánik pohořelické rybniční soustavy.
Složitá doba po skončení druhé světové války v roce 1945 a v následujících několika letech (odchod a odsun německého obyvatelstva, příchod nových osídlenců, rozhárané vlastnické poměry, atd.) vytvořila podmínky pro obnovu pohořelických rybníků. Direktivní poměry umožnily doslova přes noc obnovu tří základních rybničních velikánů. Rybník Novoveský (138 ha) byl znovu vytvořen v roce 1948, Starý (130 ha) v roce 1949 a Vrkoč (156 ha) v roce 1950. Postupně vznikaly v rámci systému uvedených tří základních rybníků další menší rybníky. V povodí Novoveského rybníka na drobných potocích Suchý, Miroslávka a Olbramovický se nachází téměř desítka menších rybníků. Ve výtopě Vrkoče byly vybudovány čtyři menší separátní rybniční plochy. Ve Velkém Dvoře v podstatě ve výtopě rybníka Starý vznikl systém více než 20 menších rybníků, které slouží k manipulaci, odchovu a přezimování násad a přechovávání matečních ryb. Několik rybníků se nachází i na Šumickém potoce.
Z hlediska majitelů rybníků se po roce 1945 jednalo o stát, jmenovitě o tzv. Státní statky, o podniky Rybářství v Hodoníně (1949), v Hrušovanech u Brna (1951), v Brně (1952) a od roku 1965 o Státní rybníkářství Pohořelice n.p. V roce 1994 došlo k privatizaci této organizace a vzniklo Rybníkářství Pohořelice, akciová společnost se sídlem v Pohořelicích.

## Současnost rybníkářství na Pohořelicku
Společnost Rybníkářství Pohořelice aktuálně obhospodařuje na jižní Moravě téměř 150 rybníků, na území 10 obcí s rozšířenou působností (Břeclav, Mikulov, Znojmo, Moravský Krumlov, Pohořelice, Hustopeče, Bučovice, Slavkov u Brna, Vyškov a Blansko) v rámci Jihomoravského kraje. Z toho je 133 nádrží (1328 ha) ve vlastnictví firmy a 12 nádrží (81 ha) je dlouhodobě pronajatých.
Převážnou část produkce (okolo 85 %) tvoří kapr. Zbývající část produkce připadá především na tzv. býložravé ryby, které jsou v České republice nepůvodní – tolstolobik bílý, tolstolebec pestrý a bílý amur. Z dravců je to sumec velký a v menším počtu i štika obecná a candát obecný. Kapr je v Česku k prodeji v období kolem Vánoc, v průběhu celého roku je však ve velkém vyvážen do zahraničí.

## CHZO „Pohořelický kapr“
V roce 2007 bylo rozhodnuto o zápisu „Pohořelického kapra“ do Rejstříku EU chráněných označení původu. Označení „chráněné zeměpisné označení“ získávají potraviny, které jsou kvalitní a jejichž výroba je spjata jak s danou oblastí, tak i s bohatou lokální tradicí. Ke kvalitě Pohořelického kapra mimo jiné významně přispívají i jedinečné půdní a klimatické podmínky jižní Moravy.